# Erycibe crassiuscula
Erycibe crassiuscula är en vindeväxtart som beskrevs av François Gagnepain. Erycibe crassiuscula ingår i släktet Erycibe och familjen vindeväxter. Inga underarter finns listade i Catalogue of Life.